# Rancho Santana FC
Rancho Santana Fútbol Club – nikaraguański klub piłkarski z siedzibą w mieście Tola, w departamencie Rivas. Występuje w rozgrywkach Liga Primera. Domowe mecze rozgrywa na obiekcie Campo Fun Limon.

## Historia
Klub został założony w 2015 roku. W 2024 roku wygrał mecz finałowy drugiej ligi z Juventusem Managua (1:0) i po raz pierwszy w historii awansował do Liga Primera. Został również pierwszym od 63 lat klubem z departamentu Rivas w pierwszej lidze piłkarskiej Nikaragui.
Po awansie do pierwszej ligi zespół Rancho Santana, do tej pory przyjmujący rywali na Campo Fun Limon w Tuli, zaczął rozgrywać swoje domowe mecze na Estadio Nacional de Fútbol w Managui lub na Estadio Cacique Diriangén w Diriambie.